# Championnats d'Europe féminins de judo 1984
Navigation
Édition précédente Édition suivante
La 10e édition des championnats d'Europe féminins de judo s'est déroulée du 16 au 18 mars 1984 à Pirmasens, en Allemagne de l’Ouest. 

## Résultats
| Épreuves             | Or                       | Argent                   | Bronze                                          |
| -------------------- | ------------------------ | ------------------------ | ----------------------------------------------- |
| - 48 kg super-légers | Karen Briggs (GBR)       | Fabienne Boffin (FRA)    | Birgit Friedrich (FRG) Dolores Veguillas (ESP)  |
| - 52 kg mi-légers    | Edith Hrovat (AUT)       | Patricia Montaguti (ITA) | Inge Heuvelmans (NED) Sacramento Moyano (ESP)   |
| - 56 kg légers       | Diane Bell (GBR)         | Gerda Winklbauer (AUT)   | Regina Philips (FRG) Béatrice Rodriguez (FRA)   |
| - 61 kg mi-moyens    | Martine Rottier (FRA)    | Petra Wahnsiedler (FRG)  | Ann Hughes (GBR) Laura Di Toma (ITA)            |
| - 66 kg moyens       | Brigitte Deydier (FRA)   | Roswitha Hartl (AUT)     | Godelieve Lieckens (BEL) Irene de Kok (NED)     |
| - 72 kg mi-lourds    | Barbara Claßen (FRG)     | Christine Cicot (FRA)    | Fabienne Antoine (BEL) Theresa Hayden (GBR)     |
| + 72 kg lourds       | Marjolein van Unen (NED) | Natalina Lupino (FRA)    | Maria Teresa Motta (ITA) Marica Arsenovic (YUG) |
| Toutes catégories    | Natalina Lupino (FRA)    | Maria Teresa Motta (ITA) | Karin Kutz (FRG) Sandra Bradshaw (GBR)          |

## Tableau des médailles
| Rang | Nation               | Or | Argent | Bronze | Total |
| ---- | -------------------- | -- | ------ | ------ | ----- |
| 1    | France               | 3  | 3      | 1      | 7     |
| 2    | Royaume-Uni          | 2  | 0      | 3      | 5     |
| 3    | Autriche             | 1  | 2      | 0      | 3     |
| 4    | Allemagne de l'Ouest | 1  | 1      | 3      | 5     |
| 5    | Pays-Bas             | 1  | 0      | 2      | 3     |
| 6    | Italie               | 0  | 2      | 2      | 4     |
| 7    | Espagne              | 0  | 0      | 2      | 2     |
| 7    | Belgique             | 0  | 0      | 2      | 2     |
| 9    | Yougoslavie          | 0  | 0      | 1      | 1     |
|      |                      | 8  | 8      | 16     | 32    |

## Sources
- Podiums complets sur le site JudoInside.com.

- Podiums complets sur le site Les-Sports.info.